# Мир-2

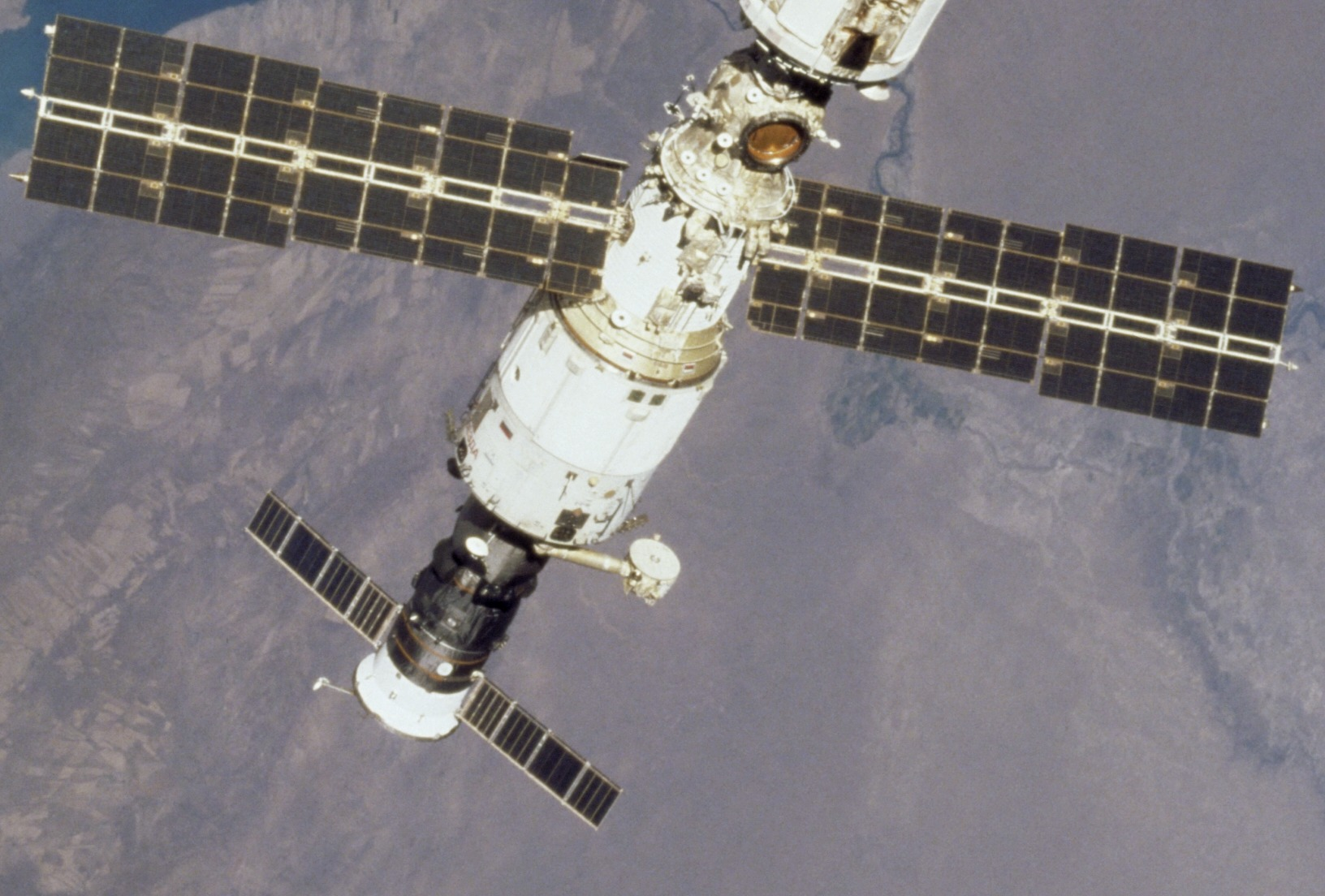
Базовий модуль станції «Мир-2» з пристикованим до нього кораблем «Прогресс М1-3»

«Мир-2» — проєкт радянської, а пізніше російської орбітальної станції четвертого покоління. Вихідна назва — «Салют-9».
Проєкт був розроблений наприкінці 1980-х — початку 1990-х років для заміни станції «Мир» з частковою передачею з неї деяких модулів. У складі станції спочатку повинні були бути як житлові модулі, так і великі конструкції з енергетичними та виробничо-технологічними модулями. Проєкт не був здійснений у зв'язку з розпадом СРСР, важкою економічною ситуацією в Росії і з огляду на більш дешеве продовження експлуатації та дооснащення новими модулями станції «Мир» до початку участі Росії в Міжнародної космічної станції (МКС).
Виготовлений у 1998 базовий блок станції «Мир-2» у модернізованому вигляді модуля «Звезда» включений у 2000 до МКС як друга частина її російського сегменту.